# Balraj Sahni
Pour les articles homonymes, voir Sahni.
Balraj Sahni, né Yudhishthir Sahni le 1er mai 1913 à Rawalpindi (Indes britanniques) et mort le 13 avril 1973 à Bombay (Inde), est un acteur de cinéma et de théâtre indien, surtout connu pour Dharti Ke Lal (1946), Deux Hectares de terre (1953), Chhoti Bahen (1959), Kabuliwala (1961) et Garam Hawa (1973).

## Biographie
Balraj Sahni est originaire de Rawalpindi, maintenant au Pendjab, au Pakistan, et est le frère de l'écrivain, dramaturge et acteur hindi Bhisham Sahni. 

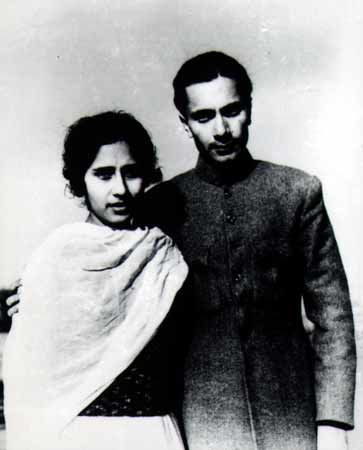
Balraj Sahni avec sa femme Damayanti, en 1936.

Sahni est né le 1er mai 1913 à Rawalpindi, au Punjab, alors en Inde britannique. Il étudie à la Government College University (Lahore), au Pendjab. Après avoir terminé sa maîtrise en littérature anglaise à Lahore, il retourne à Rawalpindi et rejoint l'entreprise familiale. Il est également titulaire d'un baccalauréat en hindi. Peu de temps après, il épouse Damayanti Sahni.
Sahni a toujours été intéressé par le théâtre et commence sa carrière d'acteur avec les pièces de l'Indian People's Theatre Association (IPTA). Incidemment, sa femme Damayanti est devient bien connue comme actrice IPTA bien avant que Sahni ne se fasse un nom dans les films. Il commence sa carrière cinématographique à Bombay avec le film Insaaf (1946), puis Dharti Ke Lal réalisé par K.A. Abbas en 1946, Door Chalein en 1946, qui est aussi le premier film de Damayanti. Mais c'est en 1953, avec le classique Deux Hectares de terre de Bimal Roy, que sa véritable force d'acteur est reconnue pour la première fois. Le film remporte le prix international au Festival de Cannes.
Son rôle d'homme musulman angoissé mais stoïque qui refuse d'aller au Pakistan pendant la partition, dans son dernier film Garam Hawa, a souvent été qualifié de sa meilleure performance par la critique. Balraj, cependant, n'a pas pu voir le film terminé pour évaluer sa propre performance, car il est mort le lendemain de la fin du travail de doublage. La dernière phrase qu'il a enregistrée pour le film, et donc sa dernière parole enregistrée est, en hindustani : Insaan Kab Tak Akela Jee Sakta Hai? qui peut être traduit par : « Combien de temps un homme peut-il vivre seul ? ».  

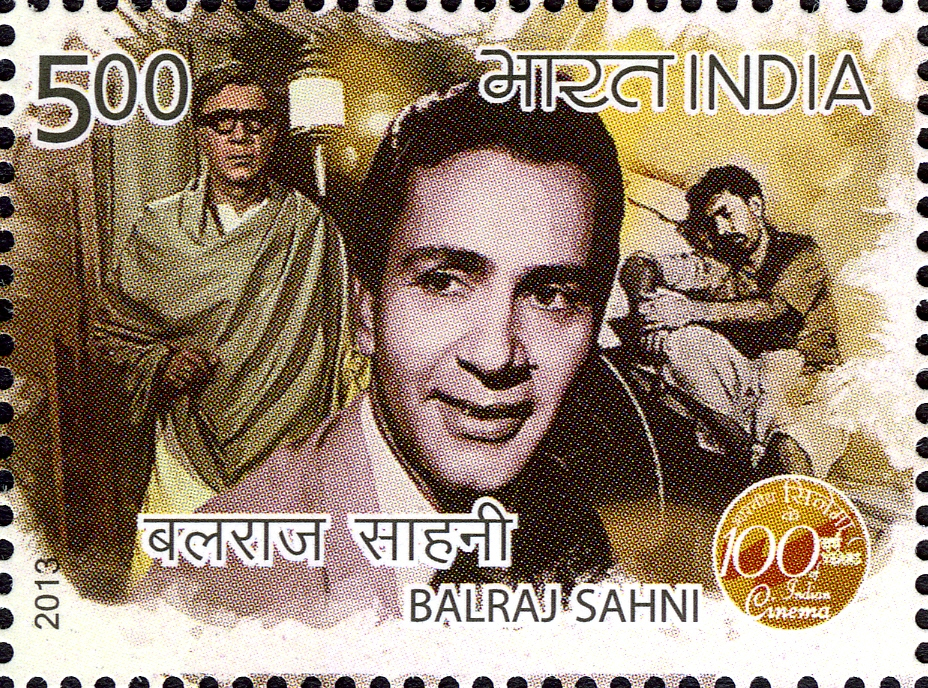
Sahni, sur un timbre indien de 2013.

## Filmographie partielle

### Au cinéma
| Année | Titre                                   | Rôle                                               | Notes                   |
| ----- | --------------------------------------- | -------------------------------------------------- | ----------------------- |
| 1946  | Dharti Ke Lal                           |                                                    |                         |
| 1946  | Door Chalen                             |                                                    |                         |
| 1946  | Badnami                                 |                                                    |                         |
| 1947  | Gudia                                   |                                                    |                         |
| 1948  | Gunjan                                  |                                                    |                         |
| 1950  | Dharti Ke Lal                           |                                                    |                         |
| 1951  | Maaldar                                 |                                                    |                         |
| 1951  | Hum Log                                 | Raj                                                |                         |
| 1951  | Hulchul                                 | The Jailer                                         |                         |
| 1952  | Badnam                                  |                                                    |                         |
| 1953  | Akash                                   |                                                    |                         |
| 1953  | Rahi                                    | Doctor                                             |                         |
| 1953  | Deux Hectares de terre (Do Bigha Zamin) | Shambhu Maheto                                     |                         |
| 1953  | Chalis Baba Ek Chor                     |                                                    |                         |
| 1953  | Bhagyawan                               |                                                    |                         |
| 1954  | Majboori                                |                                                    |                         |
| 1954  | Aulad                                   |                                                    |                         |
| 1954  | Naukari                                 |                                                    |                         |
| 1954  | Bazooband                               | Surajmal                                           |                         |
| 1955  | Tangewali                               |                                                    |                         |
| 1955  | Seema                                   | Ashok "Babuji"                                     |                         |
| 1955  | Joru Ka Bhai                            |                                                    |                         |
| 1955  | Jawab                                   | Dayal                                              |                         |
| 1955  | Garam Coat                              | Girdharilal "Girdhari"                             |                         |
| 1956  | Taksaal                                 | Jatin Mukherjee                                    |                         |
| 1956  | Era Bator Sur                           |                                                    |                         |
| 1957  | Krishna Sudama                          |                                                    |                         |
| 1957  | Pardesi                                 | Sakharam                                           |                         |
| 1957  | Mai Baap                                | Chandan                                            |                         |
| 1957  | Lal Batti                               |                                                    |                         |
| 1957  | Kath Putli                              | Loknath                                            |                         |
| 1957  | Do Roti                                 | Shyam / Masterji                                   |                         |
| 1957  | Bhabhi                                  | Ratan                                              |                         |
| 1958  | Sone Ki Chidiya                         | Shrikant                                           |                         |
| 1958  | Naya Kadam                              |                                                    |                         |
| 1958  | Lajwanti                                | Nirmal Kumar                                       |                         |
| 1958  | Khazanchi                               | Radhe Mohan                                        |                         |
| 1958  | Ghar Sansar                             | Kailash                                            |                         |
| 1958  | Ghar Grihasti                           |                                                    |                         |
| 1958  | Devar Bhabhi                            |                                                    |                         |
| 1959  | Chand                                   | Mr. Kapoor                                         |                         |
| 1959  | Black Cat                               | Agent Rajan                                        |                         |
| 1959  | Satta Bazaar                            | Ramesh                                             |                         |
| 1959  | Heera Moti                              | Dhuri                                              |                         |
| 1959  | Chhoti Bahen                            | Rajendra                                           |                         |
| 1959  | C.I.D. Girl                             | Mohan                                              |                         |
| 1960  | Nai Maa                                 |                                                    |                         |
| 1960  | Dil Bhi Tera Hum Bhi Tere               | Panchu Dada                                        |                         |
| 1960  | Bindya                                  | Devraj                                             |                         |
| 1960  | Anuradha                                | Dr Nirmal Chaudhary                                |                         |
| 1961  | Kabuliwala                              | Abdul Rehman Khan                                  |                         |
| 1961  | Suhag Sindoor                           | Ramu                                               |                         |
| 1961  | Sapne Suhane                            | Shankar                                            |                         |
| 1961  | Bhabhi Ki Chudiyan                      | Shyam                                              |                         |
| 1962  | Shaadi                                  | Ratan R. Malhotra                                  |                         |
| 1962  | Anpadh                                  | Choudhary Shambhunath                              |                         |
| 1963  | Akela                                   |                                                    |                         |
| 1964  | Satluj De Kande                         | Ram Praksh Malhotra                                |                         |
| 1964  | Maain Bhi Ladki Hun                     | Ganga                                              |                         |
| 1964  | Punar Milan                             | Dr Mohan / Ram                                     |                         |
| 1964  | Haqeeqat                                | Major Ranjit Singh                                 |                         |
| 1965  | Dak Ghar                                | Andhe Baba                                         |                         |
| 1965  | Waqt                                    | Lala Kedarnath                                     |                         |
| 1965  | Faraar                                  | Detective Officer                                  |                         |
| 1966  | Aaye Din Bahar Ke                       | Shukla                                             |                         |
| 1966  | Pinjre Ke Panchhi                       | Yaseen Khan                                        |                         |
| 1966  | Neend Hamari Khwab Tumhare              | Khan Bahadur                                       |                         |
| 1966  | Laadla                                  | Barrister Brij Mohan                               |                         |
| 1966  | Aasra                                   | Surendranath Kumar                                 |                         |
| 1967  | Hamraaz                                 | Police Inspector Ashok                             |                         |
| 1967  | Naunihaal                               | Principal                                          |                         |
| 1967  | Ghar Ka Chirag                          |                                                    |                         |
| 1967  | Aman                                    | Gautamdas' dad                                     |                         |
| 1968  | Izzat                                   | Thakur Pratap Singh                                |                         |
| 1968  | Sunghursh                               | Ganeshi Prasad                                     |                         |
| 1968  | Neel Kamal                              | Mr. Raichand                                       |                         |
| 1968  | Duniya                                  | Public Prosecutor Ramnath Sharma                   |                         |
| 1969  | Ek Phool Do Mali                        | Kailashnath Kaushal                                |                         |
| 1969  | Do Raaste                               | Navendu Gupta                                      |                         |
| 1969  | Talash                                  | Ranjit Rai                                         |                         |
| 1969  | Nanha Farishta                          | Dr Ramnath                                         |                         |
| 1969  | Hum Ek Hain                             |                                                    |                         |
| 1970  | Nanak Dukhiya Sab Sansar                | Subedar Varyam Singh                               |                         |
| 1970  | Holi Ayee Re                            | Thakur Mangal Singh                                |                         |
| 1970  | Mere Humsafar                           | Ashok                                              |                         |
| 1970  | Pehchan                                 | Ex-Firefighter                                     |                         |
| 1970  | Pavitra Paapi                           | Pannalal                                           |                         |
| 1970  | Naya Raasta                             | Bansi                                              |                         |
| 1970  | Ghar Ghar Ki Kahani                     | Shankarnath                                        |                         |
| 1970  | Dharti                                  | Inspector General Chandrashekhar (Bharat's Father) |                         |
| 1971  | Paraya Dhan                             | Govindram                                          |                         |
| 1971  | Jawan Mohabbat                          | Dr Sareen                                          |                         |
| 1972  | Jawani Diwani                           | Ravi Anand                                         |                         |
| 1972  | Jangal Mein Mangal                      | Thomas                                             |                         |
| 1972  | Shayar-e-Kashmir Mahjoor                | Ghulam Ahmed Mahjoor                               |                         |
| 1972  | Mangetar                                |                                                    |                         |
| 1973  | Chimni Ka Dhuan                         |                                                    |                         |
| 1973  | Pyaar Ka Rishta                         | Ashok                                              |                         |
| 1973  | Hindustan Ki Kasam                      |                                                    |                         |
| 1973  | Hanste Zakhm                            | S.P. Dinanath Mahendru                             |                         |
| 1973  | Daman Aur Aag                           | Shanker                                            |                         |
| 1973  | Garam Hawa                              | Salim Mirza                                        |                         |
| 1977  | Amaanat                                 | Suresh                                             |                         |
| 1977  | Jallian Wala Bagh                       | Udham Singh                                        | Dernier rôle au cinéma. |

## Récompenses et distinctions
- (en) Balraj Sahni : Awards, sur l'Internet Movie Database